# Colopea romantica
Colopea romantica är en spindelart som beskrevs av Pekka T. Lehtinen 1982. Colopea romantica ingår i släktet Colopea och familjen Stenochilidae.
Artens utbredningsområde är Bali. Inga underarter finns listade i Catalogue of Life.